# Obrzezanie

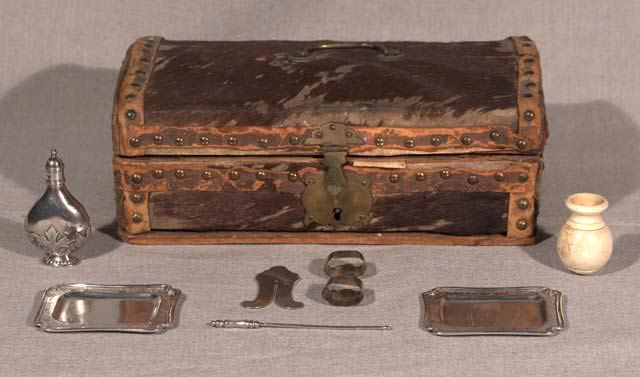
Zestaw do obrzezania wraz ze skrzynką z około XVIII wieku. Drewniana skrzynka pokryta byczą skórą ze srebrnymi przyrządami.

Obrzezanie (rzadziej cyrkumcyzja, łac. circumcisio, gr. περιτομή, peritomé „dokoła ciąć”) – zabieg usunięcia napletka chroniącego żołądź prącia zewnętrznych narządów płciowych mężczyzny, wykonywany głównie z powodów religijnych. Rzadziej z przyczyn medycznych, którymi jest, np. stulejka, załupek, nowotwór.

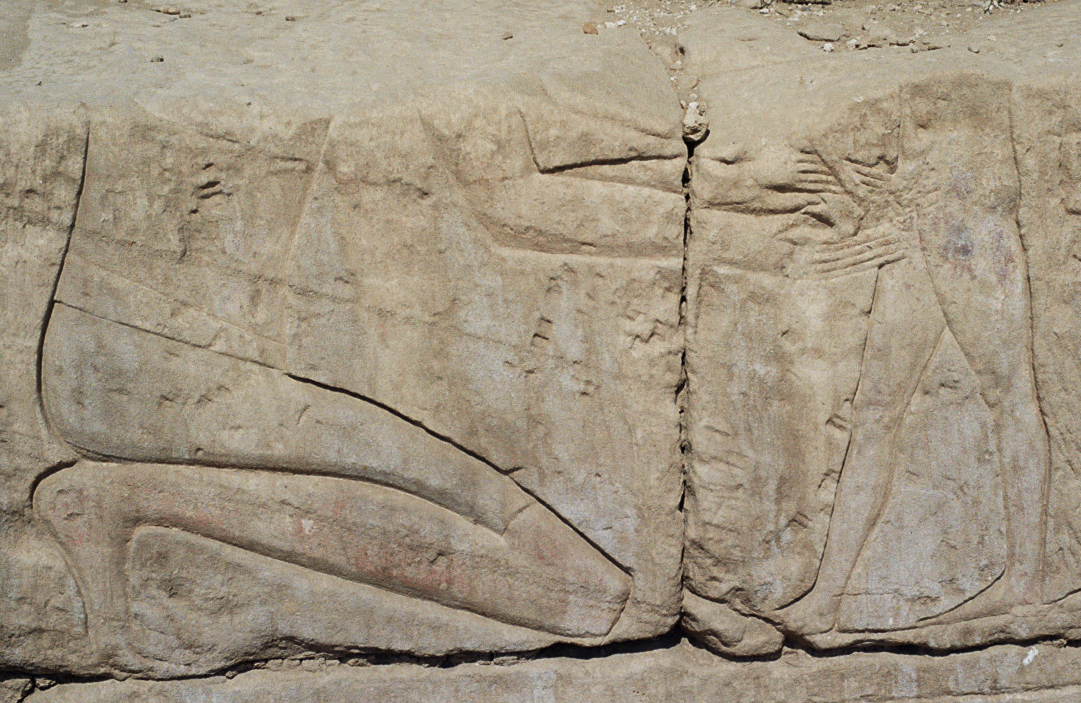
Płaskorzeźba na wewnętrznej ścianie świątyni w Luksorze przedstawiająca scenę obrzezania (około 1360 p.n.e.)

Zabieg obrzezania występuje w dwóch głównych formach:
- jako zabieg o charakterze medycznym,
- jako rytuał lub część serii rytuałów[3].

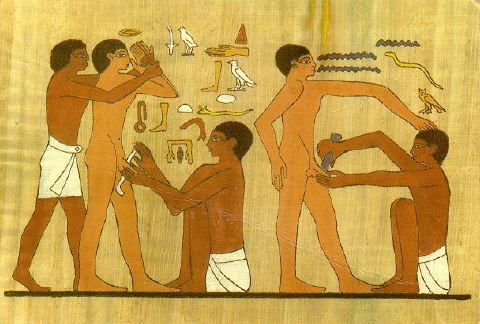
Obrzezanie – malowidło z Sakkary

W sensie medycznym obrzezanie oznacza amputację co najmniej dużej części napletka, czasem usuwane bywa też wędzidełko napletkowe (frenulum). Istnieją organizacje walczące o zaprzestanie praktyki obrzezania (zwłaszcza noworodków), ponieważ uważają ją za pogwałcenie praw człowieka.
Obrzezanie rytualne występuje w dwóch głównych postaciach:
- jako rytuał o charakterze głównie religijnym (np. w judaizmie, w islamie),
- jako element rytuałów inicjacji dojrzałościowej[3][4].

## Obrzezanie z powodów religijnych

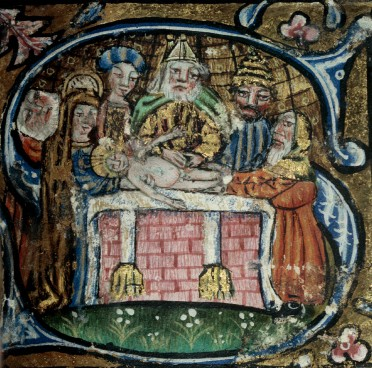
Obrzezanie Jezusa. Iluminacja mszału z około 1460. Miejska biblioteka w Clermont-Ferrand we Francji.

Obrzezanie z przyczyn religijnych jest aktem rytualnym, którego podłożem było najprawdopodobniej radykalne postępowanie dla zachowania higieny intymnych części ciała, jako miejsc najbardziej narażonych na zakażenie w wyniku zalegania w nich brudu. Jednak równocześnie z oczyszczaniem fizycznym, tak samo ważną rolę odgrywało oczyszczanie duchowe, czyli osłabienie popędu płciowego, który w wielu kulturach również uważany jest za „nieczysty”. Popularność obrzezania z przyczyn obyczajowych wzmagało postrzeganie go jako środka zapobiegającego lub przynajmniej utrudniającego masturbację.
Obrzezanie praktykowane jest w judaizmie. Zwyczaj ten znany jest również wśród wielu ludów: Bliskiego Wschodu (m.in. Żydów i Arabów), Afryki, Ameryki Południowej, państw Azji Południowo-Wschodniej z regionu Jawy, Borneo i Nowej Gwinei, oraz Australii i wysp Pacyfiku. Obrzezanie znane było już w starożytności i rozpowszechnione w wielu kulturach. Zwyczaj ten jest praktykowany również obecnie – także wśród narodów o najwyższym stopniu rozwoju cywilizacyjnego.

### Starożytny Egipt
Obrzezanie to obyczaj mający różnoraką postać, znany już w starożytnym Egipcie jako symbol czystości (szlachetności). Herodot Dzieje (2,36n) podaje: Członki rodne zostawiają inni ludzie takimi, jak je stworzyła natura, a Egipcjanie i ci, którzy się tego od nich nauczyli – obrzezują je. (...) Członki męskie obrzezują dla czystości, woląc być czystymi niż dorodnymi. (2,104): Kolchowie, Egipcjanie i Etiopowie od dawien dawna obrzezują się. Potwierdzają to egipskie dzieła sztuki. Obrzezania dotyczy być może wzmianka o okaleczeniu się Ra w Egipskiej Księdze Zmarłych.

### Judaizm
W judaizmie obrzezanie jest nakazem religijnym pochodzącym według Biblii od Abrahama (Rodz. 17:9-14). Każdy potomek płci męskiej musi być poddany obrzezaniu, z reguły ósmego dnia po urodzeniu, w czasie rytuału Brit mila. Zwyczaj ten wiązał się też z nadaniem chłopcu imienia.

### Islam
W islamie obrzezanie traktowane jest jako religijny nakaz lub tylko ważne zalecenie, jako że nie wspomina o nim Koran, a jedynie Sunna. Dokonywane jest w różnych krajach islamskich od ósmego dnia życia, lecz najczęściej w wieku około 14 lat. 

## Obrzezanie z innych powodów kulturowych
Wśród wielu innych populacji obrzezanie jest uwarunkowane kulturowo. W niektórych częściach świata, głównie w krajach anglojęzycznych, obrzezanie stało się pod koniec XIX wieku popularne z przyczyn związanych z argumentami quasi-medycznymi lub obyczajowymi.
Z przyczyn pozareligijnych obrzezanie jest powszechną praktyką w USA, na Filipinach, w Korei Południowej, licznych krajach afrykańskich i wysp południowego Pacyfiku. Ocenia się, że większość rodzących się chłopców w tych krajach zostaje obrzezana. Kraje europejskie odznaczają się znacznie mniejszym odsetkiem obrzezanych mężczyzn, po II wojnie światowej zmalała popularność obrzezania także w Wielkiej Brytanii, Kanadzie i Australii.
Obrzezanie mężczyzn było popularyzowane jako zabieg higieniczno-kosmetyczny i estetyczny, co między innymi wpłynęło na popularność tego zabiegu w USA. W Korei Południowej zostało spopularyzowane przez wojska amerykańskie i jest dokonywane najczęściej około dwunastego roku życia. W krajach, w których większość dzieci zostaje obrzezana, duża część dorosłych nieobrzezanych mężczyzn również decyduje się na dokonanie zabiegu. To, czy obrzezanie nie spowodowane koniecznością medyczną jest korzystnym zabiegiem higienicznym czy nie, jest jednak kwestią wywołującą spory. Przytaczane są argumenty za i przeciw temu stanowisku. Podobnie sporna jest sprawa estetyki zabiegu.
W niektórych krajach europejskich (Finlandia, Szwecja) wprowadzono w latach 90. XX w. restrykcje dotyczące obrzezania chłopców z przyczyn pozamedycznych. Z kolei w Niemczech od grudnia 2012 obrzezanie niepełnoletnich chłopców, także bez zaistnienia przesłanek medycznych, jest jednoznacznie zdefiniowane prawnie jako legalne, jeśli opiekunowie prawni wyrażą zgodę, dobro dziecka nie jest zagrożone, a zabieg odbywa się zgodnie z zasadami sztuki lekarskiej. Wobec chłopców poniżej szóstego miesiąca życia zabiegi takie mogą być wykonywane także przez przyuczone osoby bez wykształcenia medycznego.

## Obrzezanie z powodów medycznych

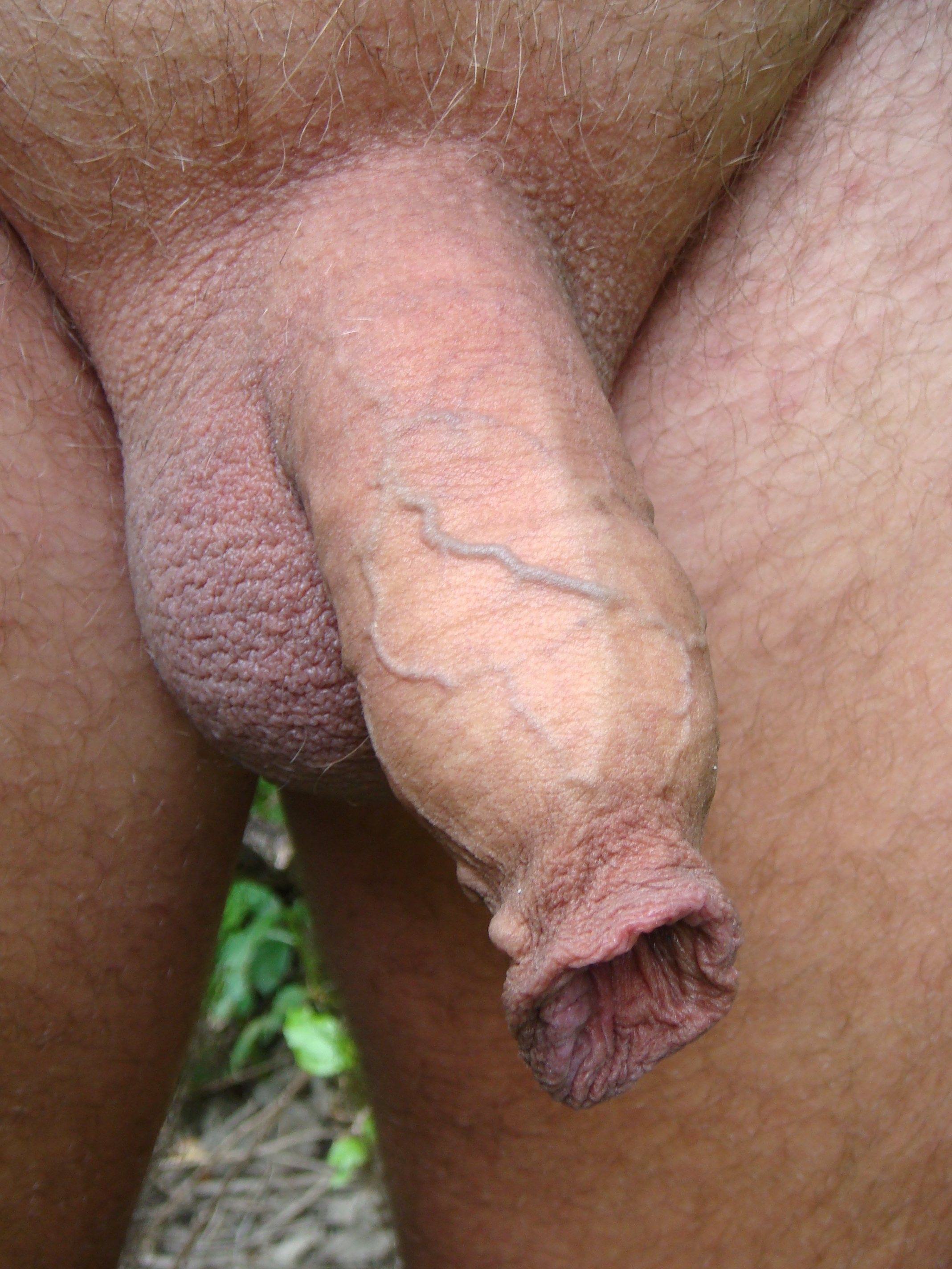
Zbyt długi napletek może być wskazaniem do obrzezania.

Obrzezanie mężczyzny, w rozumieniu odcięcia części skóry napletka, jest również zabiegiem chirurgicznym stosowanym we współczesnej medycynie. Konieczność obrzezania zachodzi jednak tylko w szczególnie ciężkich przypadkach stulejki. W wieku niemowlęcym i dziecięcym zachodzi ona jednak stosunkowo rzadko z przyczyn naturalnych. Sklejenie napletka z żołędzią u niemowląt i dzieci jest normalne, próby zsunięcia nieodklejonego fałdu skórnego prowadzą jednak do zranień, a ich zabliźnianie do ewentualnych komplikacji. W zdecydowanej większości przypadków napletek odkleja się samoczynnie w ciągu pierwszych kilkunastu lat życia. Absolutna konieczność obrzezania ma miejsce tylko przy chronicznych zapaleniach związanych ze stulejką w starszym wieku.
W Afryce przeprowadzono 3 losowe badania kliniczne wpływu obrzezania wśród 11 tys. heteroseksualnych mężczyzn na ryzyko zakażenia HIV. Wśród obrzezanych ryzyko zakażenia było o połowę niższe w ciągu roku od zabiegu, w tym wliczając 6 tygodniowy okres zalecanej wstrzemięźliwości do czasu zagojenia się ran. WHO zaleca obrzezanie heteroseksualnych mężczyzn jako dodatkowy środek znacznie zmniejszający ryzyko zachorowania. Po obrzezaniu zmienia się skład flory bakteryjnej żyjącej na penisie, w tym prawie znikają bakterie beztlenowe żyjące wcześniej pod napletkiem. Przypuszcza się, że to one, wywołując stan zapalny, przyciągają komórki układu odpornościowego, zwiększając ryzyko ich zakażenia przez HIV.

## Techniki obrzezania
Nieobrzezany (z lewej) i obrzezany penis

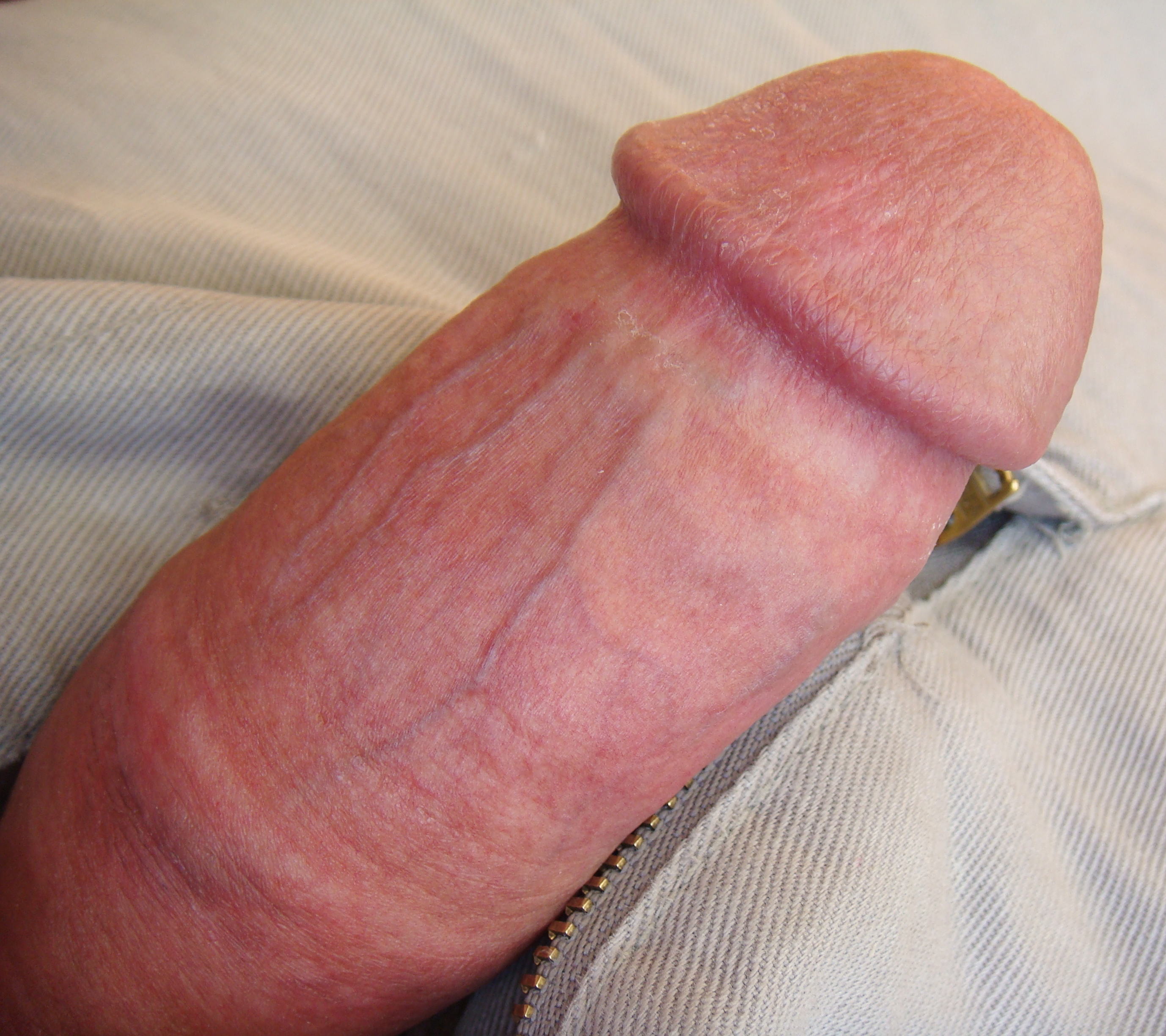
Obrzezanie typu high and tight.

U Żydów w czasach biblijnych usuwano jedynie koniec napletka, obecnie usuwa się cały lub prawie cały. Jeśli zarówno wewnętrzna, jak i zewnętrzna warstwa napletka jest usuwana, a żołądź stale (a zatem nie tylko w czasie erekcji) jest całkowicie odkryta, można mówić o radykalnym obrzezaniu.
Style obrzezania rozróżnia się w zależności od stopnia napięcia pozostałej skóry oraz miejscu nacięcia: położenie blizny blisko żołędzi określa się w krajach anglosaskich jako low (nisko), zaś dalej od żołędzi jako high (wysoko). Przy niskim obrzezaniu wewnętrzna część napletka zostaje prawie całkowicie wycięta. W zależności od ilości wyciętej skóry mówi się o obrzezaniu loose (luźnym) lub tight (ciasnym) – wówczas podczas erekcji skóra na penisie nie może być poruszana. W ten sposób powstają cztery style: high & tight, high & loose, low & tight oraz low & loose. Dodatkowy wyróżnik stanowi ewentualne usunięcie wędzidełka.
Podczas gdy w USA przede wszystkim dokonuje się obrzezania high & tight, w Europie występuje raczej low & loose. Styl obrzezania ma związek ze stosowanymi technikami – zabiegu przy użyciu jedynie skalpela, specjalnych przyrządów pomocniczych lub jednorazowych klamer uciskowych, tamujących dopływ krwi do napletka.
W USA obrzezania noworodków dokonuje się w szpitalach bez użycia jakiegokolwiek znieczulenia, co wedle najnowszych badań może wywołać szok, a nawet zapadnięcie w śpiączkę. Rytualne żydowskie obrzezanie dokonywane było dawniej przez mohela, najczęściej laika w sprawach medycznych. Obecnie jednak mohel ma najczęściej wykształcenie medyczne. W przypadku obrzezania metodą z zastosowaniem ustnego ssania (ang. oral suction, heb. metzitzah b’peh) przez mohela, istnieje ryzyko zakażenia wirusem opryszczki, co w przypadku noworodków może być groźną infekcją.

## Przesłanki etyczne
Rutynowego obrzezania noworodków z powodów innych niż medyczne nie zalecają m.in. Amerykańska Organizacja Zdrowia, australijski Royal Australasian College of Physicians, Kanadyjskie Towarzystwo Pediatryczne oraz American Medical Association.

Szkody medyczne lub korzyści obrzezania nie zostały jednoznacznie zbadane, jednak istnieją oczywiste zagrożenia powikłań, jeśli zabieg jest przeprowadzony nieprawidłowo. Obrzezanie mężczyzn jest zabiegiem chirurgicznym, musi więc istnieć pewność dostatecznej wiedzy obywateli, w celu umożliwienia im świadomego i wolnego wyboru.
Rola organizacji walczących o zaprzestanie rutynowego obrzezania noworodków (np. takich jak National Organization of Circumcision Information Resource Center lub Stop Infant Circumcision Society) polega głównie na informowaniu społeczeństwa o aspektach medycznych i etycznych tego typu praktyk. Rozumieją one to zjawisko jako nieetyczne, niepotrzebne i szkodliwe oraz pozbawione medycznych przesłanek. Główne argumenty, jakimi się posługują, to:
- Obrzezanie noworodka narusza jego prawa co do integralności jego własnego ciała.
- Pewne organizacje medyczne i pediatryczne nie zalecają tego typu praktyk.
- Napletek jest normalnym, ochronnym, potrzebnym i funkcjonującym organem.

## Skala obrzezania na świecie
90–100%
     80–89%
     70–79%
     60–69%
     50–59%
     40–49%
     30–39%
     20–29%
     10–19%
     1–9%
     <1%
     Brak danych